# Луций Плавтий Веннон (консул 330 года до н. э.)
Луций Плавтий Веннон (лат. Lucius Plautius Venno; умер после 322 года до н. э.) — римский военный и политический деятель из плебейского рода Плавтиев, консул 330 года до н. э. Убийца Витрувия Вакка.

## Биография
Луций происходил из малоизвестного плебейского рода Плавтиев. Благодаря сохранившемуся фрагменту записи из Капитолийских фаст известно, что его отец носил тот же преномен.
В 330 году до н. э. Веннон был избран консулом вместе с Луцием Папирием Крассом. Во время своего консульства он воевал против восставших городов вольсков, Привернума и Фунд, лично убив предводителя восстания — Витрувия Вакка. За завоевание этих городов Веннон получил триумф. Дальнейшая его судьба не известна.